# Hellas Verona Football Club 2022-2023
Questa voce raccoglie le informazioni riguardanti l'Hellas Verona Football Club nelle competizioni ufficiali della stagione 2022-2023.

## Stagione
Nella stagione 2022-2023 il Verona disputa il 31º campionato a girone unico di Serie A, il 4ª consecutivo nella massima serie.
Dopo la separazione consensuale da Igor Tudor, il 14 giugno 2022 viene ufficializzato l'ingaggio di Gabriele Cioffi, che nella stagione precedente aveva condotto l'Udinese a un discreto 12º posto finale subentrando dalla carica di vice. La dirigenza, a sua volta rinnovata, opera un rinnovamento della rosa, puntando su giocatori giovani. L'eliminazione dalla Coppa Italia in casa per mano del Bari (neopromosso in Serie B) vittorioso per 1-4 si rivela un indicatore delle difficoltà degli scaligeri: Cioffi raccoglie 5 punti dopo 9 partite, ottenendo una vittoria contro la Sampdoria e l'11 ottobre, dopo una sconfitta a Salerno, viene sollevato dall'incarico con la squadra al terzultimo posto.
In sua sostituzione viene scelto allora l'ex-vice Salvatore Bocchetti, a cui è concessa una deroga vista la mancata abilitazione UEFA Pro. Nonostante la sconfitta all'esordio contro il Milan, il 20 ottobre rinnova il proprio contratto con i gialloblu fino al 2027. Anche se il cambio di guida tecnica sembra riaccendere le speranze di salvezza, la squadra perde le cinque partite successive ritrovandosi all'ultimo posto, al momento della pausa dovuta ai mondiali in Qatar; tra queste, la sconfitta contro la Juventus (0-1) è segnata da polemiche arbitrali. Un altro incontro segnato da polemiche in questa striscia è il primo confronto in Serie A con il Monza (2-0).
Il 3 dicembre 2022 la società annuncia che, essendo scaduta la deroga concessa a Bocchetti, il ruolo di allenatore è affidato a Marco Zaffaroni; alla carica di direttore sportivo fa ritorno Sean Sogliano, che già aveva ricoperto tale ruolo dal 2012 al 2015. Ai mondiali vengono convocati diversi titolari gialloblù, tra cui Ivan Ilić e Darko Lazović nella nazionale serba e Ajdin Hrustic in quella australiana.
Durante la sessione di riparazione Sogliano acquista alcuni giocatori che si rivelano fondamentali nella lotta salvezza, tra i quali Cyril Ngonge e Adolfo Gaich, autore del gol decisivo nel 2-1 contro il Sassuolo nel giorno del 120º anniversario del club. La squadra alterna sconfitte (come il 6-0 incassato dall'Inter o gli 1-0 subìti in casa di Roma e Juventus) a punti pesanti come lo 0-0 in casa del Napoli capolista e l'unica vittoria esterna sul Lecce. Pur subendo un pesante 3-1 esterno contro il Milan all'ultima giornata, la contemporanea vittoria in rimonta della Roma sullo Spezia rinvia il verdetto sulla salvezza allo spareggio in campo neutro. Al Mapei Stadium, obbligati a vincere per salvarsi, i gialloblù battono lo Spezia per 3-1, con autogol e momentaneo pareggio di Ampadu, cui fa seguito la doppietta di Ngonge. Durante il secondo tempo il capitano Faraoni respinge con la mano una palla destinata in rete venendo espulso, ma il centravanti spezzino Nzola sbaglia il rigore; pur giocando in superiorità numerica per i restanti venti minuti, i liguri non sfruttano le occasioni per segnare, anche grazie agli interventi del portiere scaligero Montipò. Il Verona si salva a discapito dello Spezia, che retrocede in cadetteria dopo tre anni, vendicando i playout del 2007.

## Divise e sponsor
Per l'ultima stagione delle cinque consecutive, il fornitore di materiale è Macron. Lo sponsor ufficiale è nuovamente Sinergy e il backsponsor è Vetrocar.
La divisa casalinga, dedicata alla città, ha il nome "Verona, il Verona". Si tratta del classico completo all blue degli Anni '70, sul cui petto è raffigurata la croce dello stemma comunale composta a mosaico dallo stemma societario. Sul retro del colletto interno è raffigurata la bandiera del capoluogo su cui è scritto "1903", anno della fondazione della società, per festeggiarne il 120º anniversario. Tale simbolo è raffigurato anche in quella da trasferta, denominata "Scolpita in Verona" per via della colorazione grigio pietra che fa riferimento ai monumenti romani cittadini. La terza divisa, turchese, riprende il colletto della divisa casalinga del 2019-20 e raffigura in blu il profilo dell'Arena. Il 4 aprile 2023 è stata presentata una divisa celebrativa per il 120º anniversario dalla fondazione della squadra, basata su quella del 1909.
| Casa | Trasferta | Terza divisa | Celebrativa | Portiere |

## Rosa
| N. |                                 | Ruolo | Calciatore          |
| -- | ------------------------------- | ----- | ------------------- |
| 1  | Italia (bandiera)               | P     | Lorenzo Montipò     |
| 2  | Argentina (bandiera)            | D     | Bruno Amione        |
| 2  | Paesi Bassi (bandiera)          | D     | Deyovaisio Zeefuik  |
| 3  | Scozia (bandiera)               | D     | Josh Doig           |
| 4  | Portogallo (bandiera)           | C     | Miguel Veloso       |
| 5  | Italia (bandiera)               | D     | Davide Faraoni      |
| 6  | Svezia (bandiera)               | D     | Isak Hien           |
| 7  | Rep. Ceca (bandiera)            | C     | Antonín Barák       |
| 7  | Italia (bandiera)               | A     | Simone Verdi        |
| 8  | Serbia (bandiera)               | C     | Darko Lazović       |
| 9  | Francia (bandiera)              | A     | Thomas Henry        |
| 10 | Australia (bandiera)            | C     | Ajdin Hrustic       |
| 11 | Italia (bandiera)               | A     | Kevin Lasagna       |
| 14 | Serbia (bandiera)               | C     | Ivan Ilić           |
| 16 | Italia (bandiera)               | P     | Mattia Chiesa       |
| 17 | Italia (bandiera)               | D     | Federico Ceccherini |
| 18 | Camerun (bandiera)              | C     | Martin Hongla       |
| 19 | Bosnia ed Erzegovina (bandiera) | A     | Milan Đurić         |
| 20 | Italia (bandiera)               | A     | Roberto Piccoli     |
| 21 | Germania (bandiera)             | D     | Koray Günter        |
| 21 | Italia (bandiera)               | A     | Federico Caia       |
| 22 | Italia (bandiera)               | P     | Alessandro Berardi  |
| 23 | Italia (bandiera)               | D     | Giangiacomo Magnani |

| N. |                         | Ruolo | Calciatore            |
| -- | ----------------------- | ----- | --------------------- |
| 24 | Italia (bandiera)       | D     | Filippo Terracciano   |
| 25 | Paesi Bassi (bandiera)  | A     | Jayden Braaf          |
| 26 | Belgio (bandiera)       | A     | Cyril Ngonge          |
| 27 | Polonia (bandiera)      | D     | Paweł Dawidowicz      |
| 28 | Polonia (bandiera)      | C     | Mateusz Praszelik     |
| 28 | Danimarca (bandiera)    | C     | Oliver Abildgaard     |
| 29 | Italia (bandiera)       | D     | Fabio Depaoli         |
| 30 | Sierra Leone (bandiera) | A     | Yayah Kallon          |
| 32 | Colombia (bandiera)     | D     | Juan David Cabal      |
| 33 | Slovacchia (bandiera)   | C     | Ondrej Duda           |
| 34 | Italia (bandiera)       | P     | Simone Perilli        |
| 38 | Argentina (bandiera)    | A     | Adolfo Gaich          |
| 42 | Italia (bandiera)       | D     | Diego Coppola         |
| 45 | Grecia (bandiera)       | D     | Panagiōtīs Retsos     |
| 61 | Camerun (bandiera)      | C     | Adrien Tameze         |
| 70 | Italia (bandiera)       | A     | Davide Bragantini     |
| 71 | Italia (bandiera)       | P     | Manuel Ravasio        |
| 72 | Italia (bandiera)       | C     | Alessandro Cortinovis |
| 77 | Ghana (bandiera)        | C     | Ibrahim Sulemana      |
| 80 | Guinea (bandiera)       | A     | Alphadjo Cissè        |
| 83 | Spagna (bandiera)       | C     | Joselito              |
| 94 | Italia (bandiera)       | A     | Giacomo Toniolo       |
| 97 | Italia (bandiera)       | A     | Denis Cazzadori       |

## Calciomercato

### Sessione estiva(dal 1º luglio al 1º settembre 2022)[19]
| Acquisti         | Acquisti              | Acquisti              | Acquisti                         |
| R.               | Nome                  | da                    | Modalità                         |
| ---------------- | --------------------- | --------------------- | -------------------------------- |
| P                | Simone Perilli        | Brescia               | svincolato                       |
| D                | Bruno Amione          | Reggina               | fine prestito                    |
| D                | Juan David Cabal      | Atlético Nacional     | definitivo                       |
| D                | Fabio Depaoli         | Sampdoria             | prestito con diritto di opzione  |
| D                | Josh Doig             | Hibernian             | definitivo                       |
| D                | Isak Hien             | Djurgården            | definitivo                       |
| D                | Giangiacomo Magnani   | Sampdoria             | fine prestito                    |
| C                | Alessandro Cortinovis | Atalanta              | prestito con opzione             |
| C                | Ajdin Hrustic         | Eintracht Francoforte | definitivo                       |
| A                | Milan Đurić           | Salernitana           | svincolato                       |
| A                | Thomas Henry          | Venezia               | definitivo                       |
| A                | Yayah Kallon          | Genoa                 | prestito con diritto di riscatto |
| A                | Roberto Piccoli       | Atalanta              | prestito                         |
| A                | Simone Verdi          | Torino                | prestito con diritto di opzione  |
| Altre operazioni |                       |                       |                                  |
| R.               | Nome                  | da                    | Modalità                         |
| P                | Lorenzo Montipò       | Benevento             | riscatto prestito                |
| D                | Mert Çetin            | Kayserispor           | fine prestito                    |
| D                | Kevin Rüegg           | Lugano                | fine prestito                    |
| C                | Martin Hongla         | Anversa               | riscatto prestito                |
| A                | Gianluca Caprari      | Sampdoria             | riscatto prestito                |
| A                | Giovanni Simeone      | Cagliari              | riscatto prestito                |
| A                | Mariusz Stępiński     | Arīs Limassol         | fine prestito                    |
| A                | Ľubomír Tupta         | Slovan Liberec        | fine prestito                    |

| Cessioni         | Cessioni           | Cessioni        | Cessioni                         |
| R.               | Nome               | a               | Modalità                         |
| ---------------- | ------------------ | --------------- | -------------------------------- |
| P                | Ivor Pandur        | Fortuna Sittard | prestito con diritto di riscatto |
| D                | Bruno Amione       | Sampdoria       | prestito                         |
| D                | Nicolò Casale      | Lazio           | definitivo                       |
| D                | Fabio Depaoli      | Sampdoria       | fine prestito                    |
| D                | Gianluca Frabotta  | Juventus        | fine prestito                    |
| D                | Panagiōtīs Retsos  | Olympiacos      | prestito con diritto di opzione  |
| D                | Boško Šutalo       | Atalanta        | fine prestito                    |
| C                | Daniel Bessa       | Ittihad Kaiba   | svincolato                       |
| C                | Antonín Barák      | Fiorentina      | prestito con diritto di opzione  |
| A                | Gianluca Caprari   | Monza           | prestito con obbligo di riscatto |
| A                | Matteo Cancellieri | Lazio           | prestito con obbligo di riscatto |
| A                | Giovanni Simeone   | Napoli          | prestito con diritto di opzione  |
| Altre operazioni |                    |                 |                                  |
| R.               | Nome               | da              | Modalità                         |
| D                | Mert Çetin         | Lecce           | prestito con diritto di riscatto |
| D                | Kevin Rüegg        | Young Boys      | prestito con diritto di opzione  |
| A                | Mariusz Stępiński  | Arīs Limassol   | definitivo                       |
| A                | Ľubomír Tupta      | Pescara         | definitivo                       |

### Sessione invernale(dal 2 al 31 gennaio 2023)
| Acquisti         | Acquisti           | Acquisti          | Acquisti                         |
| R.               | Nome               | da                | Modalità                         |
| ---------------- | ------------------ | ----------------- | -------------------------------- |
| D                | Mert Çetin         | Lecce             | fine prestito                    |
| D                | Deyovaisio Zeefuik | Hertha Berlino    | prestito con opzione di riscatto |
| C                | Oliver Abildgaard  | Celtic            | definitivo                       |
| C                | Ondrej Duda        | Colonia           | prestito con obbligo di riscatto |
| A                | Jayden Braaf       | Borussia Dortmund | prestito con opzione di riscatto |
| A                | Adolfo Gaich       | CSKA Mosca        | prestito con opzione di riscatto |
| A                | Cyril Ngonge       | Groningen         | definitivo                       |
| Altre operazioni |                    |                   |                                  |
| R.               | Nome               | da                | Modalità                         |

| Cessioni         | Cessioni              | Cessioni        | Cessioni                        |
| R.               | Nome                  | a               | Modalità                        |
| ---------------- | --------------------- | --------------- | ------------------------------- |
| D                | Mert Çetin            | Adana Demirspor | prestito                        |
| D                | Koray Günter          | Sampdoria       | prestito con opzione            |
| C                | Alessandro Cortinovis | Cosenza         | prestito                        |
| C                | Martin Hongla         | Real Valladolid | prestito con diritto di opzione |
| C                | Ivan Ilić             | Torino          | prestito con diritto di opzione |
| A                | Roberto Piccoli       | Atalanta        | fine prestito                   |
| Altre operazioni |                       |                 |                                 |
| R.               | Nome                  | da              | Modalità                        |
| P                | Mattia Chiesa         | Mantova         | prestito                        |
| C                | Antonín Barák         | Fiorentina      | definitivo                      |
| C                | Mateusz Praszelik     | Cosenza         | prestito                        |

## Risultati

### Serie A

#### Girone di andata
| Arbitro: | Fabbri (Ravenna) |

|                       |           |                                                                        |
| Lasagna 29’ Henry 48’ | Marcatori | 37’ Kvaratskhelia 45+3’ Osimhen 55’ Zieliński 65’ Lobotka 79’ Politano |

| Arbitro: | Marcenaro (Genova) |

|                |           |           |
| Arnautović 21’ | Marcatori | 43’ Henry |

| Arbitro: | Prontera (Bologna) |

|  |           |                 |
|  | Marcatori | 50’ Koopmeiners |

| Arbitro: | Serra (Torino) |

|              |           |            |
| Baldanzi 26’ | Marcatori | 69’ Kallon |

| Arbitro: | Valeri (Roma) |

|                              |           |            |
| Audero 44’ (aut.) Doig 45+3’ | Marcatori | 40’ Caputo |

| Arbitro: | Irrati (Pistoia) |

|                                 |           |  |
| Immobile 68’ Luis Alberto 90+5’ | Marcatori |  |

| Arbitro: | Rapuano (Rimini) |

|                        |           |  |
| Ikoné 13’ González 90’ | Marcatori |  |

| Arbitro: | Minelli (Varese) |

|          |           |                      |
| Doig 23’ | Marcatori | 70’ Beto 90+3’ Bijol |

| Arbitro: | Ghersini (Genova) |

|                      |           |             |
| Piątek 18’ Dia 90+4’ | Marcatori | 56’ Depaoli |

| Arbitro: | Massa (Imperia) |

|            |           |                             |
| Günter 19’ | Marcatori | 9’ (aut.) Veloso 81’ Tonali |

| Arbitro: | Santoro (Messina) |

|                            |           |               |
| Laurienté 32’ Frattesi 74’ | Marcatori | 2’ Ceccherini |

| Arbitro: | Sacchi (Macerata) |

|                |           |                                             |
| Dawidowicz 26’ | Marcatori | 45+2’ Zaniolo 88’ Volpato 90+2’ El Shaarawy |

| Arbitro: | Cosso (Reggio Calabria) |

|                                |           |  |
| Carlos Augusto 68’ Colpani 90’ | Marcatori |  |

| Arbitro: | Di Bello (Brindisi) |

|  |           |          |
|  | Marcatori | 60’ Kean |

| Arbitro: | Maresca (Napoli) |

|           |           |                |
| Verdi 30’ | Marcatori | 53’, 69’ Nzola |

| Arbitro: | Dionisi (L'Aquila) |

|              |           |           |
| Mirančuk 64’ | Marcatori | 45’ Đurić |

| Arbitro: | Mariani (Aprilia) |

|                 |           |  |
| Lazović 9’, 26’ | Marcatori |  |

| Arbitro: | Fabbri (Ravenna) |

|             |           |  |
| Martínez 3’ | Marcatori |  |

| Arbitro: | La Penna (Roma) |

|                         |           |  |
| Depaoli 40’ Lazović 54’ | Marcatori |  |

#### Girone di ritorno
| Arbitro: | Pairetto (Nichelino) |

|               |           |                 |
| Samardžić 21’ | Marcatori | 4’ (aut.) Becão |

| Arbitro: | Ayroldi (Molfetta) |

|            |           |           |
| Ngonge 51’ | Marcatori | 45’ Pedro |

| Arbitro: | Valeri (Roma) |

|            |           |  |
| Ngonge 32’ | Marcatori |  |

| Arbitro: | Sozza (Seregno) |

|               |           |  |
| Solbakken 45’ | Marcatori |  |

| Arbitro: | La Penna (Roma) |

|  |           |                                  |
|  | Marcatori | 12’ Barák 38’ Cabral 89’ Biraghi |

| La Spezia 5 marzo 2023, ore 12:30 CET 25ª giornata | Spezia        | 0 – 0 referto | Verona | Stadio Alberto Picco (10 020 spett.)\| Arbitro: \| Doveri (Roma) \| |
| Arbitro:                                           | Doveri (Roma) |               |        |                                                                     |

| Arbitro: | Piccinini (Forlì) |

|           |           |           |
| Verdi 51’ | Marcatori | 55’ Sensi |

| Arbitro: | Mariani (Aprilia) |

|                                  |           |             |
| Gabbiadini 24’, 35’ Zanoli 90+8’ | Marcatori | 88’ Faraoni |

| Arbitro: | Marchetti (Ostia Lido) |

|          |           |  |
| Kean 55’ | Marcatori |  |

| Arbitro: | Fourneau (Roma) |

|                            |           |             |
| Ceccherini 84’ Gaich 90+5’ | Marcatori | 34’ Harroui |

| Napoli 15 aprile 2023, ore 18:00 CEST 30ª giornata | Napoli          | 0 – 0 referto | Verona | Stadio Diego Armando Maradona (39 216 spett.)\| Arbitro: \| La Penna (Roma) \| |
| Arbitro:                                           | La Penna (Roma) |               |        |                                                                                |

| Arbitro: | Mariani (Aprilia) |

|                  |           |                 |
| Verdi 45+6’, 62’ | Marcatori | 90+4’ Domínguez |

| Arbitro: | Doveri (Roma) |

|            |           |           |
| Okereke 9’ | Marcatori | 75’ Verdi |

| Arbitro: | Orsato (Schio) |

|  |           |                                                                    |
|  | Marcatori | 31’ (aut.) Gaich 36’ Çalhanoğlu 38’, 61’ Džeko 55’, 90+2’ Martínez |

| Arbitro: | Massa (Imperia) |

|  |           |            |
|  | Marcatori | 71’ Ngonge |

| Arbitro: | Di Bello (Brindisi) |

|  |           |            |
|  | Marcatori | 29’ Vlašić |

| Arbitro: | Sozza (Seregno) |

|                                        |           |             |
| Zappacosta 22’ Pašalić 53’ Højlund 62’ | Marcatori | 11’ Lazović |

| Arbitro: | Chiffi (Padova) |

|           |           |                      |
| Gaich 61’ | Marcatori | 90+6’ (aut.) Magnani |

| Arbitro: | Valeri (Roma) |

|                                     |           |             |
| Giroud 45+2’ (rig.) Leão 85’, 90+2’ | Marcatori | 71’ Faraoni |

#### Spareggio
| Arbitro: | Orsato (Schio) |

|            |           |                            |
| Ampadu 15’ | Marcatori | 5’ Faraoni 26’, 38’ Ngonge |

### Coppa Italia
| Arbitro: | Baroni (Firenze) |

|             |           |                                              |
| Lasagna 16’ | Marcatori | 30’ Folorunsho 44’, 53’ (rig.), 78’ Cheddira |

## Statistiche

### Statistiche di squadra
| Competizione | Punti | In casa | In casa | In casa | In casa | In casa | In casa | In trasferta | In trasferta | In trasferta | In trasferta | In trasferta | In trasferta | Totale | Totale | Totale | Totale | Totale | Totale | DR  |
| Competizione | Punti | G       | V       | N       | P       | Gf      | Gs      | G            | V            | N            | P            | Gf           | Gs           | G      | V      | N      | P      | Gf     | Gs     | DR  |
| ------------ | ----- | ------- | ------- | ------- | ------- | ------- | ------- | ------------ | ------------ | ------------ | ------------ | ------------ | ------------ | ------ | ------ | ------ | ------ | ------ | ------ | --- |
| Serie A      | 31    | 19      | 6       | 3       | 10      | 20      | 32      | 19           | 1            | 7            | 11           | 11           | 27           | 38     | 7      | 10     | 21     | 31     | 59     | -28 |
| Spareggio    | -     | -       | -       | -       | -       | -       | -       | -            | -            | -            | -            | -            | -            | 1      | 1      | 0      | 0      | 3      | 1      | +2  |
| Coppa Italia | -     | 1       | 0       | 0       | 1       | 1       | 4       | -            | -            | -            | -            | -            | -            | 1      | 0      | 0      | 1      | 1      | 4      | -3  |
| Totale       | -     | 20      | 6       | 3       | 11      | 21      | 36      | 19           | 1            | 7            | 11           | 11           | 27           | 40     | 8      | 10     | 22     | 35     | 64     | -29 |

### Andamento in campionato
| Giornata  | 1  | 2  | 3  | 4  | 5  | 6  | 7  | 8  | 9  | 10 | 11 | 12 | 13 | 14 | 15 | 16 | 17 | 18 | 19 | 20 | 21 | 22 | 23 | 24 | 25 | 26 | 27 | 28 | 29 | 30 | 31 | 32 | 33 | 34 | 35 | 36 | 37 | 38 |
| --------- | -- | -- | -- | -- | -- | -- | -- | -- | -- | -- | -- | -- | -- | -- | -- | -- | -- | -- | -- | -- | -- | -- | -- | -- | -- | -- | -- | -- | -- | -- | -- | -- | -- | -- | -- | -- | -- | -- |
| Luogo     | C  | T  | C  | T  | C  | T  | T  | C  | T  | C  | T  | C  | T  | C  | C  | T  | C  | T  | C  | T  | C  | C  | T  | C  | T  | C  | T  | T  | C  | T  | C  | T  | C  | T  | C  | T  | C  | T  |
| Risultato | P  | N  | P  | N  | V  | P  | P  | P  | P  | P  | P  | P  | P  | P  | P  | N  | V  | P  | V  | N  | N  | V  | P  | P  | N  | N  | P  | P  | V  | N  | V  | N  | P  | V  | P  | P  | N  | P  |
| Posizione | 11 | 12 | 15 | 15 | 13 | 14 | 17 | 18 | 18 | 18 | 19 | 19 | 20 | 20 | 20 | 20 | 18 | 18 | 18 | 18 | 18 | 18 | 18 | 18 | 18 | 18 | 18 | 18 | 18 | 18 | 18 | 17 | 17 | 17 | 17 | 18 | 17 | 17 |

Fonte:  Serie A – Classifica, su legaseriea.it.
Legenda:

Luogo: C = Casa; T = Trasferta. Risultato: V = Vittoria; N = Pareggio; P = Sconfitta.

### Statistiche dei giocatori
Sono in corsivo i calciatori che hanno lasciato la società a stagione in corso.
| Giocatore      | Serie A  | Serie A | Serie A     | Serie A    | Spareggio | Spareggio | Spareggio   | Spareggio  | Coppa Italia | Coppa Italia | Coppa Italia | Coppa Italia | Totale   | Totale | Totale      | Totale     |
| Giocatore      | Presenze | Reti    | Ammonizioni | Espulsioni | Presenze  | Reti      | Ammonizioni | Espulsioni | Presenze     | Reti         | Ammonizioni  | Espulsioni   | Presenze | Reti   | Ammonizioni | Espulsioni |
| -------------- | -------- | ------- | ----------- | ---------- | --------- | --------- | ----------- | ---------- | ------------ | ------------ | ------------ | ------------ | -------- | ------ | ----------- | ---------- |
| O. Abildgaard  | 13       | 0       | 2           | 0          | 0         | 0         | 0           | 0          | -            | -            | -            | -            | 13       | 0      | 2           | 0          |
| B. Amione      | 1        | 0       | 1           | 0          | -         | -         | -           | -          | 1            | 0            | 0            | 0            | 2        | 0      | 1           | 0          |
| A. Barák       | 1        | 0       | 0           | 0          | -         | -         | -           | -          | 1            | 0            | 0            | 0            | 2        | 0      | 0           | 0          |
| A. Berardi     | 0        | 0       | 0           | 0          | 0         | 0         | 0           | 0          | 0            | 0            | 0            | 0            | 0        | 0      | 0           | 0          |
| J. Braaf       | 6        | 0       | 1           | 0          | 0         | 0         | 0           | 0          | -            | -            | -            | -            | 6        | 0      | 1           | 0          |
| D. Bragantini  | 0        | 0       | 0           | 0          | -         | -         | -           | -          | -            | -            | -            | -            | 0        | 0      | 0           | 0          |
| J. Cabal       | 11       | 0       | 3           | 0          | 1         | 0         | 0           | 0          | -            | -            | -            | -            | 12       | 0      | 3           | 0          |
| F. Caia        | 0        | 0       | 0           | 0          | -         | -         | -           | -          | -            | -            | -            | -            | 0        | 0      | 0           | 0          |
| D. Cazzadori   | 0        | 0       | 0           | 0          | -         | -         | -           | -          | -            | -            | -            | -            | 0        | 0      | 0           | 0          |
| F. Ceccherini  | 22       | 2       | 9           | 1          | 0         | 0         | 0           | 0          | 1            | 0            | 0            | 0            | 23       | 2      | 9           | 1          |
| M. Chiesa      | 0        | 0       | 0           | 0          | -         | -         | -           | -          | 0            | 0            | 0            | 0            | 0        | 0      | 0           | 0          |
| A. Cissè       | 0        | 0       | 0           | 0          | -         | -         | -           | -          | -            | -            | -            | -            | 0        | 0      | 0           | 0          |
| D. Coppola     | 19       | 0       | 5           | 0          | 1         | 0         | 0           | 0          | 0            | 0            | 0            | 0            | 20       | 0      | 5           | 0          |
| A. Cortinovis  | 1        | 0       | 0           | 0          | -         | -         | -           | -          | 0            | 0            | 0            | 0            | 1        | 0      | 0           | 0          |
| P. Dawidowicz  | 23       | 1       | 6           | 1          | 1         | 0         | 1           | 0          | 1            | 0            | 0            | 0            | 25       | 1      | 7           | 1          |
| F. Depaoli     | 31       | 2       | 7           | 0          | 1         | 0         | 1           | 0          | -            | -            | -            | -            | 32       | 2      | 8           | 0          |
| J. Doig        | 22       | 2       | 1           | 0          | 0         | 0         | 0           | 0          | -            | -            | -            | -            | 22       | 2      | 1           | 0          |
| O. Duda        | 15       | 0       | 4           | 0          | -         | -         | -           | -          | -            | -            | -            | -            | 15       | 0      | 4           | 0          |
| M. Đurić       | 28       | 1       | 3           | 0          | 1         | 0         | 0           | 0          | 1            | 0            | 0            | 0            | 30       | 1      | 3           | 0          |
| D. Faraoni     | 23       | 2       | 7           | 0          | 1         | 1         | 0           | 1          | 1            | 0            | 1            | 1            | 25       | 3      | 8           | 2          |
| A. Gaich       | 16       | 2       | 2           | 0          | 1         | 0         | 0           | 0          | -            | -            | -            | -            | 17       | 2      | 2           | 0          |
| K. Günter      | 13       | 1       | 3           | 0          | -         | -         | -           | -          | 1            | 0            | 0            | 0            | 14       | 1      | 3           | 0          |
| T. Henry       | 16       | 2       | 4           | 0          | -         | -         | -           | -          | 1            | 0            | 0            | 0            | 17       | 2      | 4           | 0          |
| I. Hien        | 32       | 0       | 9           | 0          | 1         | 0         | 1           | 0          | -            | -            | -            | -            | 33       | 0      | 10          | 0          |
| M. Hongla      | 9        | 0       | 4           | 0          | -         | -         | -           | -          | 1            | 0            | 0            | 0            | 10       | 0      | 4           | 0          |
| A. Hrustic     | 6        | 0       | 0           | 0          | 0         | 0         | 0           | 0          | -            | -            | -            | -            | 6        | 0      | 0           | 0          |
| I. Ilić        | 11       | 0       | 1           | 0          | -         | -         | -           | -          | 1            | 0            | 0            | 0            | 12       | 0      | 1           | 0          |
| Y. Kallon      | 22       | 1       | 1           | 0          | 0         | 0         | 0           | 0          | -            | -            | -            | -            | 22       | 1      | 1           | 0          |
| K. Lasagna     | 26       | 1       | 2           | 0          | 0         | 0         | 0           | 0          | 1            | 1            | 0            | 0            | 27       | 2      | 2           | 0          |
| D. Lazović     | 30       | 4       | 0           | 0          | 1         | 0         | 0           | 0          | 1            | 0            | 1            | 0            | 32       | 4      | 1           | 0          |
| G. Magnani     | 24       | 0       | 7           | 1          | 1         | 0         | 0           | 0          | 1            | 0            | 0            | 0            | 26       | 0      | 7           | 1          |
| L. Montipò     | 37       | -59     | 2           | 0          | 1         | -1        | 1           | 0          | 1            | -4           | 0            | 0            | 39       | -64    | 3           | 0          |
| C. Ngonge      | 14       | 3       | 2           | 0          | 1         | 2         | 1           | 0          | -            | -            | -            | -            | 15       | 5      | 3           | 0          |
| S. Perilli     | 1        | 0       | 0           | 0          | 0         | 0         | 0           | 0          | -            | -            | -            | -            | 1        | 0      | 0           | 0          |
| R. Piccoli     | 7        | 0       | 0           | 0          | -         | -         | -           | -          | 1            | 0            | 0            | 0            | 8        | 0      | 0           | 0          |
| M. Praszelik   | 0        | 0       | 0           | 0          | -         | -         | -           | -          | -            | -            | -            | -            | 0        | 0      | 0           | 0          |
| M. Ravasio     | 0        | 0       | 0           | 0          | -         | -         | -           | -          | -            | -            | -            | -            | 0        | 0      | 0           | 0          |
| P. Retsos      | 2        | 0       | 0           | 0          | -         | -         | -           | -          | 0            | 0            | 0            | 0            | 2        | 0      | 0           | 0          |
| I. Sulemana    | 16       | 0       | 4           | 0          | 1         | 0         | 0           | 0          | 0            | 0            | 0            | 0            | 17       | 0      | 4           | 0          |
| A. Tameze      | 37       | 0       | 3           | 0          | 1         | 0         | 0           | 0          | 1            | 0            | 0            | 0            | 39       | 0      | 3           | 0          |
| F. Terracciano | 20       | 0       | 2           | 0          | 1         | 0         | 0           | 0          | 0            | 0            | 0            | 0            | 21       | 0      | 2           | 0          |
| G. Toniolo     | 0        | 0       | 0           | 0          | -         | -         | -           | -          | -            | -            | -            | -            | 0        | 0      | 0           | 0          |
| M. Veloso      | 22       | 0       | 6           | 0          | 0         | 0         | 0           | 0          | 0            | 0            | 0            | 0            | 22       | 0      | 6           | 0          |
| S. Verdi       | 24       | 5       | 3           | 0          | 1         | 0         | 0           | 0          | -            | -            | -            | -            | 25       | 5      | 3           | 0          |
| D. Zeefuik     | 1        | 0       | 0           | 0          | -         | -         | -           | -          | -            | -            | -            | -            | 1        | 0      | 0           | 0          |